# Simon Donnelly
Simon Thomas Donnelly (født 1. december 1974 i Glasgow, Skotland) er en tidligere skotsk fodboldspiller (midtbane).
Donnelly var på klubplan primært tilknyttet klubber i hjemlandet, hvor han blandt andet i seks sæsoner repræsenterede Celtic i fødebyen Glasgow. Han var en del af holdet der i 1998 vandt det skotske mesterskab, og som dermed forhindrede ærkerivalerne Rangers i at vinde deres 10. mesterskab i træk, hvilket ville have været rekord.
Udover tiden i Celtic repræsenterede Donnelly også blandt andet St. Johnstone og Partick Thistle, ligesom han havde et fire sæsoner langt ophold hos Sheffield Wednesday i England.
Donnelly spillede desuden ti kampe for det skotske landshold. Hans første landskamp var et opgør mod Wales 27. maj 1997, hans sidste en kamp mod Færøerne 14. oktober 1998. Han var en del af den skotske trup der deltog ved VM i 1998 i Frankrig, men kom dog ikke på banen i turneringen.

## Titler
Skotsk mesterskab
- 1998 med Celtic

Skotsk FA Cup
- 1995 med Celtic

Skotsk Liga Cup
- 1998 med Celtic